# Стртениця
Стртениця (словен. Strtenica) — поселення в общині Шмарє-при-Єлшах, Савинський регіон, Словенія. 
Висота над рівнем моря: 275 м.